# Sasunaga dura
Sasunaga dura är en fjärilsart som beskrevs av Embrik Strand 1916. Sasunaga dura ingår i släktet Sasunaga och familjen nattflyn. Inga underarter finns listade.